# Esiliiga 2022
La Esiliiga 2022 fue la edición número 32 de la Esiliiga, la segunda división del fútbol de Estonia. La temporada comenzó el 3 de marzo de 2022 y terminó el 13 de noviembre del mismo año.

## Ascensos y descensos
| Pos. | Descensos de la Meistriliiga 2021 |
| ---- | --------------------------------- |
| 8.º  | Tulevik                           |

| Pos. | Ascendidos de la Esiliiga 2021 |
| ---- | ------------------------------ |
| 2.º  | Tallinna Kalev                 |

| Pos. | Descensos de la Esiliiga 2021 |
| ---- | ----------------------------- |
| 1.º  | Maardu Linnameskond           |
| 9.º  | Tammeka U21                   |
| 10.º | Tartu JK Welco                |

| Pos. | Ascendidos de la Esiliiga B 2021 |
| ---- | -------------------------------- |
| 1.º  | Viimsi JK                        |
| 2.º  | Harju JK Laagri                  |
| 3.º  | Ida-Virumaa FC Alliance          |

## Información de los equipos
| Equipo                  | Ciudad       | Estadio                            | Capacidad |
| ----------------------- | ------------ | ---------------------------------- | --------- |
| Ida-Virumaa FC Alliance | Kohtla-Järve | Kohtla-Järve Sports Centre Stadium | 150       |
| Elva                    | Elva         | Elva linnastaadion                 | 30        |
| FCI Levadia U21         | Tallinn      | Maarjamäe Stadium                  | 30        |
| Flora U21               | Tallinn      | Lilleküla training ground I        | 150       |
| Harju                   | Laagri       | Laagri Stadium                     | 40        |
| Nõmme United            | Tallinn      | Männiku Stadium                    | 50        |
| Paide Linnameeskond U21 | Paide        | Paide linnastaadion                | 500       |
| Pärnu Jalgpalliklubi    | Pärnu        | Pärnu Rannastaadion                | 1501      |
| Tulevik                 | Viljandi     | Viljandi linnastaadion             | 384       |
| Viimsi                  | Haabneeme    | Viimsi Stadium                     | 800       |

## Tabla de posiciones
| Pos. | Equipo                  | Pts. | PJ | G  | E | P  | GF | GC | Dif. | Clasificación                  |
| ---- | ----------------------- | ---- | -- | -- | - | -- | -- | -- | ---- | ------------------------------ |
| 1    | Harju                   | 58   | 29 | 18 | 4 | 7  | 74 | 39 | +35  | Ascenso a la Meistriliiga 2023 |
| 2    | Elva                    | 56   | 29 | 17 | 5 | 7  | 67 | 41 | +26  | Promoción por el ascenso       |
| 3    | FCI Levadia U21         | 53   | 29 | 16 | 5 | 8  | 67 | 39 | +28  |                                |
| 4    | Flora U21               | 51   | 29 | 16 | 3 | 10 | 69 | 43 | +26  |                                |
| 5    | Viimsi                  | 48   | 29 | 15 | 3 | 11 | 56 | 34 | +22  |                                |
| 6    | Paide Linnameeskond U21 | 48   | 29 | 16 | 0 | 13 | 68 | 66 | +2   |                                |
| 7    | Nõmme United            | 45   | 29 | 13 | 6 | 10 | 63 | 48 | +15  |                                |
| 8    | Ida-Virumaa FC Alliance | 24   | 29 | 7  | 3 | 19 | 24 | 80 | −56  | Promoción por la permanencia   |
| 9    | Tulevik                 | 17   | 29 | 4  | 5 | 20 | 21 | 84 | −63  | Descenso a Esiliiga B 2023     |
| 10   | Pärnu Jalgpalliklubi    | 14   | 29 | 2  | 8 | 19 | 22 | 57 | −35  | Descenso a Esiliiga B 2023     |

Actualizado a los partidos jugados el 20 de septiembre de 2022.
 Fuente: FlashScore
Criterios de clasificación: 1) Puntos; 2) Menos partidos abandonados/cancelados; 3) diferencia de goles entre sí; 4) Goles marcados en los duelos entre sí; 5) Partidos ganados 6) Diferencia de goles; 7) Goles marcados; 8) Goles marcados de visitante; 9) Fair Play; 10) Sorteo.
- Los equipos U21 no pueden ascender a la Meistriliiga por el hecho de ya estarlo sus equipos principales.